# Feldjäger

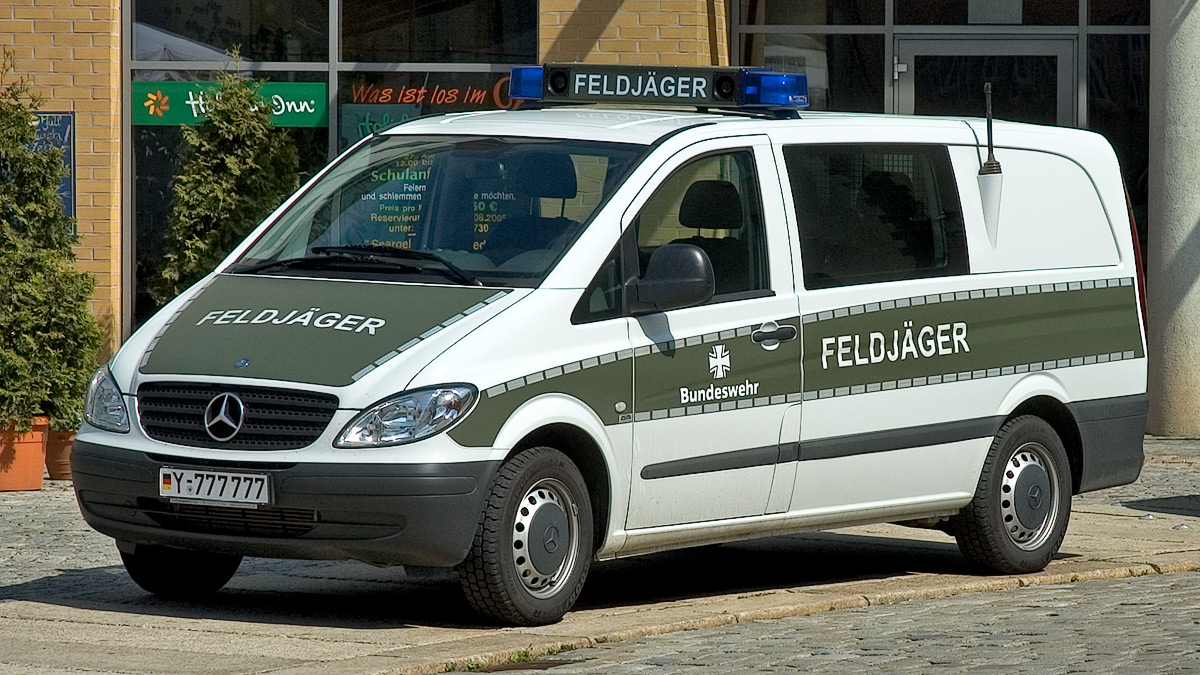
Véhicule de patrouille des Feldjäger

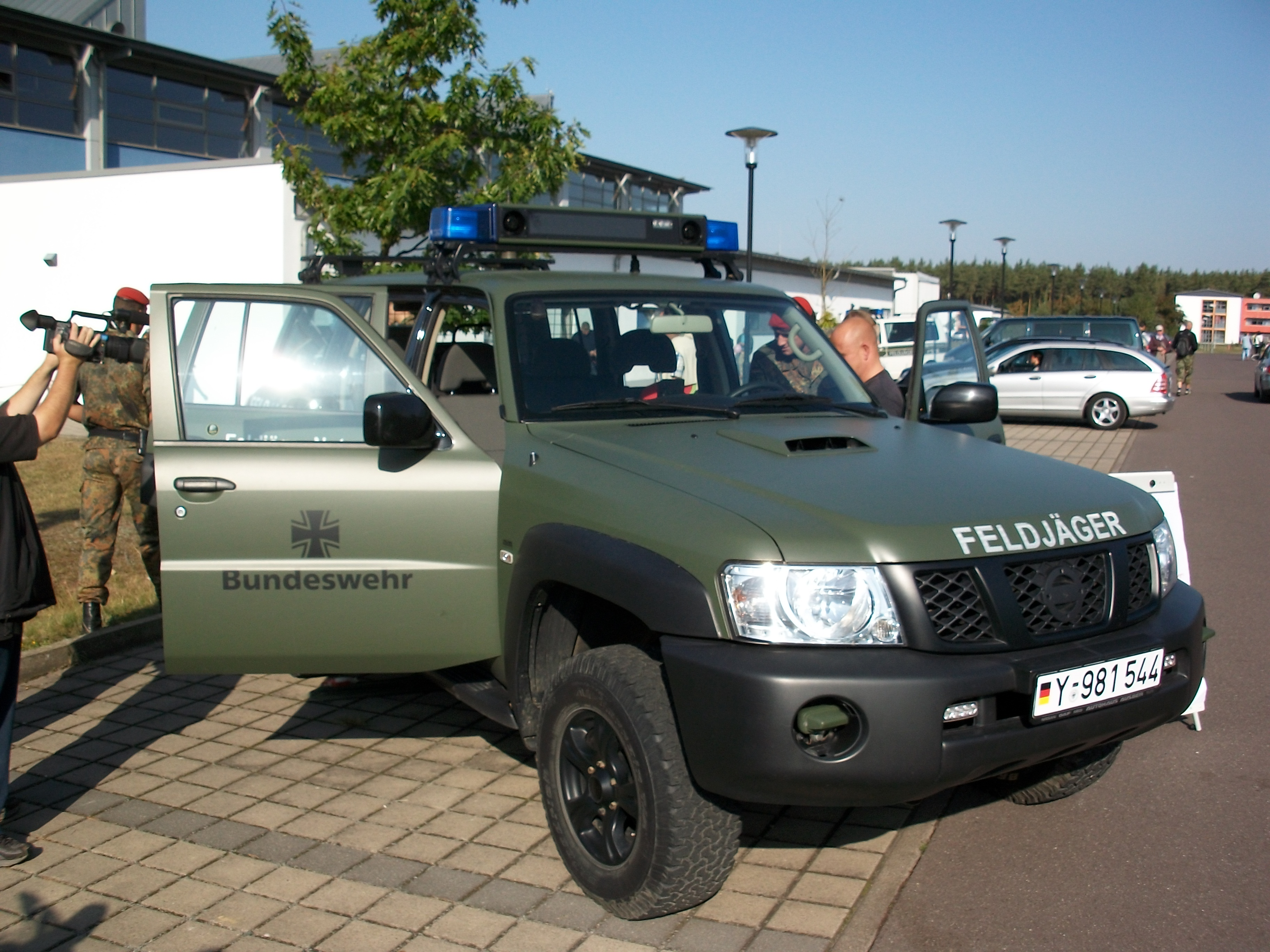
Véhicule de patrouille des Feldjäger

L'unité des Feldjäger est l'unité de police militaire de l'armée allemande. Le terme Feldjäger (littéralement : « chasseur de campagne ») vient historiquement du milieu du XVIIe siècle.
Le corps des Feldjäger a autorité pour remplir ses missions sur toutes les unités de l'armée allemande (la Bundeswehr), aussi bien sur les unités de l'Armée de terre, de la Marine, comme de l'Armée de l'air ou les services communs comme le service médical. Elle opère sous l'autorité directe du commandement des services communs à Cologne.

## Organisation
Les Feldjäger sont organisés en une trentaine de bureaux répartis sur tout le territoire permettant ainsi à chaque militaire allemand de solliciter leur intervention en cas de besoin. Ces unités disposent même d'un numéro de téléphone d'urgence (le 01803-90 9999), permettant aux soldats allemands de contacter l'unité la plus proche à n'importe quel moment.
La devise de cette unité est Suum Cuique (« À chacun le sien »), tirée d'un passage de De Natura Deorum de Cicéron : « justitia, quae suum cuique distribuit » signifiant « la justice, qui donne à chacun ce qui lui revient ».

## Missions
Les Feldjäger remplissent quatre missions principales :
- faire régner l'ordre au sein des unités militaires et veiller à l'application des règlements ;
- contrôler le trafic routier militaire ;
- assurer la sécurité ;
- mener à bien certaines enquêtes.

Selon la loi, les Feldjäger n'ont autorité que sur les militaires et les civils travaillant pour les forces armées fédérales à l'exclusion de toute autre personne, tant que celle-ci ne pénètre pas dans une enceinte militaire.

### Maintien de l'ordre
Afin de faire régner l'ordre et la discipline, les Feldjäger effectuent des patrouilles dans les enceintes militaires et les lieux où se retrouvent les militaires. Ils patrouillent aussi lors de grands évènements militaires, participent au contrôle d'accès dans les quartiers militaires, assistent les cours de justice militaire, participent à l'appréhension et à la détention des déserteurs et militaires reconnus coupables de crimes ou délits. Ils sont aussi chargés de la détention et de la conduite des prisonniers de guerre.

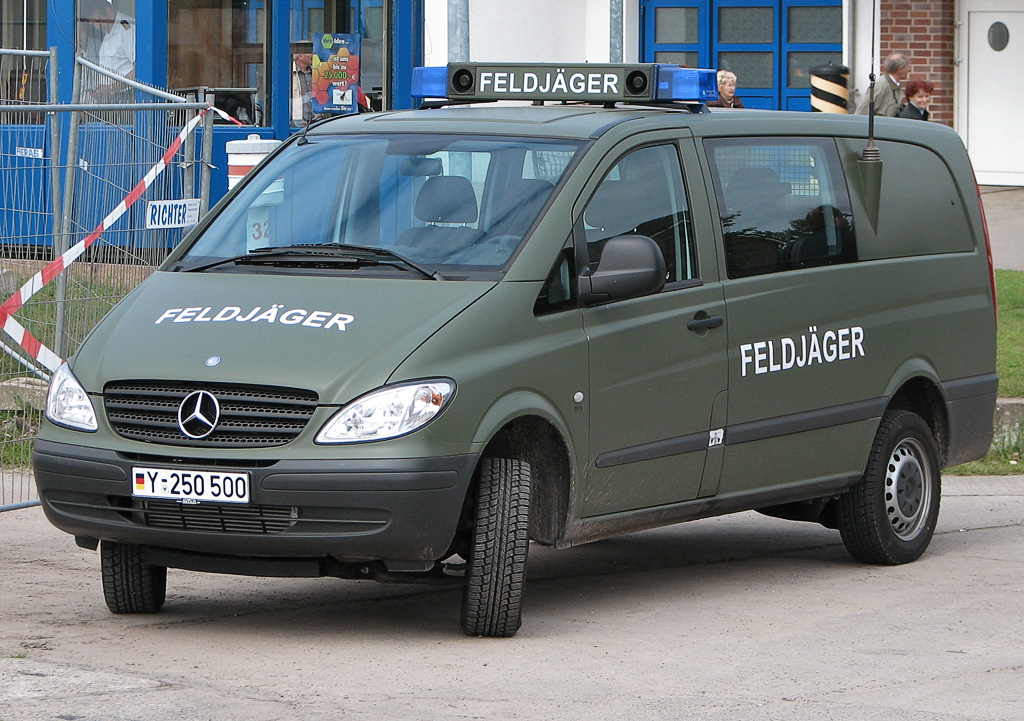
Véhicule de patrouille des Feldjäger

### Contrôle du trafic
Lorsqu'ils sont chargés de missions de contrôle du trafic routier, les Feldjäger travaillent en étroite collaboration avec les forces de police civiles afin d'assurer la sécurité du réseau et des militaires. En outre, les missions des Feldjäger incluent la reconnaissance et le balisage des itinéraires, la rédaction des rapports à la suite d'accidents impliquant des véhicules militaires, l'escorte de convois militaires particuliers (de taille importante ou de produits dangereux), ainsi que les contrôles de sécurité lors des transports de matières dangereuses.

### Opérations de sécurité
Les opérations de sécurité menées par les Feldjäger visent à protéger les forces armées contre toute atteinte qui pourrait leur être portée. Ces missions incluent aussi la protection et la sécurité des cérémonies militaires officielles. Par ailleurs, cette unité peut être amenée à assurer, dans les mêmes conditions, la protection des forces armées alliées. Elle peut aussi être chargée de la sécurité de certaines personnalités militaires.
Les unités de Feldjäger peuvent aussi assurer la protection des postes de commandement des grandes unités, l'escorte des personnalités, la sécurité des expositions et autres manifestations. Elles sont aussi amenées à conduire certaines missions anti-émeute, et sont chargées d'un rôle de conseil en matière de sécurité auprès des chefs militaires.

### Enquêtes
Les enquêtes et investigations forment un autre volet des différentes missions des Feldjäger.
Ces enquêtes vont des accidents de la route importants aux enquêtes mettant en cause des militaires en passant par la recherche des déserteurs. Les Feldjäger sont aussi responsables des unités de maître-chiens militaires. Les chiens sont tout d'abord entraînés comme chiens de patrouille puis pour les missions de recherche d'explosifs et de stupéfiants à l'école MWD de Coblence.
Lors des déploiements militaires outre-mer, les Feldjäger accomplissent les mêmes tâches de police militaire au profit des forces armées allemandes. Ils sont aussi fréquemment intégrés au sein des unités internationales de police militaire, coopérant ainsi avec les autres unités de police militaire, ainsi que les autorités locales. La fouille de maison dans le cadre de la recherche de détention illégale d'arme fait alors partie de leur lot quotidien. Ils peuvent aussi être amenés à effectuer des missions de sécurisation de zone aéroportuaire.
Afin de conduire ces missions très diversifiées, les membres des Feldjäger suivent de nombreux stages de formation à l'école de police militaire de Sonthofen, ainsi que des stages spécialisés au sein de la police civile. L'un des stages que tous les personnels doivent suivre avec succès est le stage de langue anglaise qui fait alors d'eux de parfaits officiers de liaison lors des missions internationales.